# Кала (Германия)
Кала (нем. Kahla) — город в Германии, в земле Тюрингия. Кала расположен в долине Зала.
Входит в состав района Заале-Хольцланд.  Население составляет 6756 человек (на 31 декабря 2020 года). Занимает площадь 7,97 км². Официальный код  —  16 0 74 044. Во многом город известен из-за производства фарфора.

## Географическое положение
Кала находится на высоте от 160 до 180 метров над уровнем моря.

### Соседние города
Соседними муниципалитетами являются Альтенберга, Бибра, Гросойтерсдорф, Гроспюршюц, Клайнойтерсдорф, Линдиг, Шёпс и Зайтенрода.

## История
Впервые населенный пункт был упомянут в 876 году под названием Кало. Замок Кала располагался на территории современного города Кала (на северной стороне холма над долиной Заале в районе устья реки Райнштедтер Бах). В то время "Высокая Улица" (ориг. Hohe Straße) пересекала Беккерскирххоф (церковный двор) через заброшенную деревню Вайсакер. Она проходила вдоль горы Хорниссенберг и населенного пункта Кальтенберг, пересекала реку Заале.
В 1184 году рыцарь получил имя Готтшальк фон Кале. Он, вероятно, подчинялся графству Ваймар-Орламюнде и имел свою резиденцию в замке Кала. В 1283 году в крепости заседали лорды Лобдебурга-Лёйхтенбурга. Вскоре после этого город был основан в соответствии с планом. В период с 1283 по 1333 гг. Кала получил городской устав. С 1333 года замок, город и близлежащие земли стали принадлежать графству Шварцбург. После Тюрингской графской войны (1342-1346 гг.) территории графства Шварцбург перешли во владение Веттинов в Тюрингии. Последний раз замок упоминался в 1441 году. Остатки разрушенной постройки пока не найдены. На месте замка построили церковь.
В 1345 г. в городе был сильный пожар, который уничтожил все исторические документы. После очередного пожара в 1520 году город был отстроен заново, и его строительная структура в основном сохранилась.
Во время Реформации и Крестьянской войны Кала была в лагере протестантов. В 1523 году произведения религиозного искусства в церкви Святой Маргариты стали жертвой иконоборчества. В 1524 году реформатор Мартин Лютер также проповедовал в Кале.
В 1632 году Кала была разграблена во время Тридцатилетней войны.
В 1718 году нарушение пивной мили (пивная миля - район вокруг города в одну милю, в котором никто другой не может продавать пиво) между жителями Калы и Орламюнде стало причиной пивной битвы с применением физического насилия.
В 1843/44 году в Кале началось производство фарфора, которое существует до сих пор. Компания KAHLA/Thüringen Porzellan GmbH и сегодня является одним из важнейших предприятий и прославляет имя города далеко за пределами Тюрингии.
Примерно в 1920 году община Лёбшюц была включена в состав Калы.
Во время Второй мировой войны как минимум 156 военнопленных из Франции, а также женщины и мужчины из Украины были вынуждены выполнять принудительные работы на местных предприятиях и в учреждениях: на фарфоровом заводе, на лесопильном заводе "Отто", на чугунолитейном заводе "Мозер", в городской администрации, на предприятии "Müller & Guhlmann" и на предприятии Генриха Фогельзанга. В 1944/45 годах в окрестностях Калы был реализован один из подземных проектов вооружения - РЕЙМАГ. В Вальперсберге было создано 150 000 м² производственных площадей. 15 000 рабочих были депортированы из своих стран в Германию для реализации этого проекта. Первые отряды рабочих были размещены в специально созданном лагере, Рейхском трудовом лагере Kahla Th. Серийное производство реактивного истребителя Мессершмитт Me.262 планировалось организовать в "РЕЙМАГ'е". Особо тяжелые условия труда привели к смерти около 650 рабочих. Они были похоронены на отдельном кладбище, которое располагалось над кладбищем в Бахштрассе; большинство из них были итальянцами. В 1974 году в Леубенгрунде на дороге из Кала-Лёбшюца в Линдиг был воздвигнут центральный мемориал всем жертвам "РЕЙМАГ'а". Точное число жертв, вероятно, уже не удастся определить, оно варьируется от 2800 до 6000.

## Население
Численность населения (с 1960 года: согласно численности населения на 31 декабря каждого года):
| - 1831: 2337 - 1890: 3555 - 1933: 7540 - 1939: 7665 - 1960: 8599 - 1995: 8189 | - 2000: 7666 - 2005: 7425 - 2010: 7272 - 2015: 6940 - 2020: 6756 |

Источник данных на 1994 год: Государственное статистическое управление Тюрингии.

## Политика

### Муниципалитет
После местных выборов 26 мая 2019 года места в городском совете Калы распределились следующим образом:
| Партия / Список                                  | Места | Число голосов |
| ------------------------------------------------ | ----- | ------------- |
| Левая партия                                     | 5     | 24,1%         |
| Христианско-демократический союз Германии (ХДС)  | 3     | 15,2%         |
| Социал-демократическая партия Германии (СДПГ)    | 2     | 11,7%         |
| Свободные избиратели Калы                        | 9     | 43,5%         |
| Гражданская инициатива против завышенных налогов | 1     | 5,6%          |

### Мэр (Обер-бургомистр)
В мае 2012 года мэром была избрана Клаудиа Ниссен, адвокат от Левой партии. Она получила 51,5 процента голосов, ее конкурент Стив Рингмайер из ХДС - 48,5 процента. До этого Бернд Лойбе занимал пост мэра в течение 22 лет.
Ян Шёнфельд был избран мэром на местных выборах в апреле 2018 года.

### Правый экстремизм
После того как неонацистская группировка была вытеснена из Йены, Кала стала центром активности правых экстремистов и неонацистов в Тюрингии. Неонацистам принадлежат несколько объектов недвижимости в городе. По словам координатора и контактного лица программы против ксенофобии (враждебности по отношению к иностранцам), правого экстремизма, антисемитизма и интолерантности в Йене, неонацисты добились "культурной гегемонии" (преобразования одной культуры в доминирующую по отношению к другим) в Кале.

### Герб
Описание: "На серебряном поле расположена Святая Маргарита в красном верхнем и белом нижнем одеянии. Она изображена с золотой короной на голове, золотым нимбом и золотым поясом, стоящая правой ногой на зеленом крылатом драконе с красным языком и красными когтями. В правой руке Святая Маргарита держит посох с белым крестом, который она вставляет в пасть дракона. Слева - шестиконечная золотая звезда, справа, примерно в центре посоха - герб Шварцбурга (на синем поле изображен золотой лев, коронованный, смотрящий вправо)."

### Побратимство городов
С 1991 года Кала имеет дружеские связи с городами Шорндорф в земле Баден-Вюртемберг и с итальянским городом Кастельново-не-Монти.

## Культура, достопримечательности и геология
- Почти полностью сохранившаяся средневековая городская стена.
- Фермерские буржуазные дома.
- Позднесредневековая городская церковь Святой Маргариты.
- Церковь, в которой крестили Иоганна Вальтера, с полностью сохранившимся дореформационным куполом.
- Католическая церковь Святого Николая, построенная в 1486 г.
- Замок Лойхтенбург 13 века.
- Охотничий комплекс Ризенек, один из наиболее хорошо сохранившихся охотничьих комплексов в стиле барокко в Европе.
- Доленштайн, известняковый утес высотой 352 м, скальные выступы которого в прошлые века неоднократно меняли русло реки Заале и тем самым формировали ландшафт. Геологические условия долины среднего Заале во многом определили облик города.

### Мемориалы
В 1985 г. в районе Калы-Лёбшюц была установлена стела в память о жертвах марша смерти и узниках концлагеря Бухенвальд, которые прошли через деревню весной 1945 года.

## Экономика и инфраструктура
На протяжении всего времени Кала была и остается важным промышленным и деловым центром. Самой известной компанией является KAHLA/Thüringen Porzellan, которая занимается производством фарфоровой посуды. Город Кала находится на федеральной дороге в Германии, Бундесштрассе 88 (Айзенах-Наумбург). Вокзал города Кала находится на железнодорожной линии Гросхеринген - Зальфельд, которая была открыта компанией Saal-Eisenbahn-Gesellschaft в 1874 году. Велосипедный маршрут Заале проходит вдоль восточного берега реки Заале мимо Калы.

## Деятели

### Знаменитые люди, родившиеся в городе Кала
- Иоганн Вальтер (1496 - 1570) —композитор, поэт, теоретик музыки; прославился как составитель (по заданию Мартина Лютера) первого сборника многоголосных лютеранских хоралов (так называемого «Виттенбергского песенника»).
- Стефан Риччиус, также Райх (1512 - 1588) - протестантский теолог Реформации.
- Кристоф Гундерманн (1549–1622) - богослов-реформатор.
- Георг Грюбель (1647–1698) - лейб-медик при дворе Дрездена и член академии ученых "Леопольдина".
- Фридрих Кристиан Гюнтер (1726–1774) - орнитолог.
- Кристиан Диген (1798–1888) - первый немецкий селекционер георгинов.
- Ричард Лёбер (1828–1907) - лютеранский теолог.
- Мориц Зайдел (1836–1912) - врач, терапевт и фармаколог в Йене.
- Пол Рудольф (1858–1935) - физик.
- Отто Добенкер (1859–1938) - педагог, дипломат и тюрингский историк.
- Вильгельм Бауэр (1889–1969) - педагог, редактор и советник Евангелическо-лютеранской церкви немецких христиан.
- Вилли Фёлькер (1889–1973) - футболист.
- Ойген Вальтер Бюттнер(1907–1975) - член  нацистской партии.
- Лотар Цитцман (1924–1977) - художник и профессор живописи.
- Конрад Швальбе (1927–2004) — драматург, писатель, киновед и ректор университета.
- Регина Шульц (1948 - ...) - политик.
- Бернд Йегер (1951 - ...) - бывший гимнаст, участник XXI летних Олимпийских игр 1976 года.

### Знаменитые люди, связанные с городом
- Пауль Ребхун (1505–1546) - писатель и реформатор. Пауль Ребхун преподавал в городе Кала в 1529-1535 гг.
- Томас Наогерг (1508–1563) - теолог и реформатор, временно жил в городе Кала в 1540-х годах.
- Мартин Мирус (1532–1593) - лютеранский теолог и саксонский верховный проповедник. В 1572 г. был пастором в городе Кала.
- Карл Фердинанд Вильгельм Уолтер (1811–1887) - лютеранский пастор, теолог, работал гувернёром в городе Кала в период с 1833 по 1837 год.
- Луиза Гласс (1857–1932) - писательница, несколько лет проживала в городе Кала.
- Георг Шпильнер (1908–1998) - клоун, больше известен как Клоун Нук. Признан одним из наиболее известных клоунов XX столетия. Его образ проникнут трогательной человечностью и теплотой.[13]
- Карл-Хайнц Гофман (1937 - ...) - неонацист, боевик, политик, бизнесмен. Основатель Военно-спортивной группы Гофмана. Осуждён за ряд насильственных и иных преступлений. После досрочного освобождения - предприниматель, пропагандист неонацизма.
- Вольфганг Ниблих (1948 - ...) - живописец, график, художник. Вырос в городе Кала.
- Пьер Гайзензеттер (1972 - ...) - телеведущий, до 1982 г. проживал в городе Кала.[14]
- Рон Уинклер (1973 - ...) - писатель, до 1995 г. проживал в городе Кала.
- Инго Вальтер (1969 - ...) - футболист, с 1986 по 1997 год состоял в спортивном союзе г. Кала.